# Nova Laranjeiras
Nova Laranjeiras este un oraș în Paraná (PR), Brazilia.